# Крапивщина
Крапивщина (укр. Кропивщина) — село в Нововолынской городской общине Владимирского района Волынской области Украины.
До 2020 года входило в Иваничевский район.
Код КОАТУУ — 0721181202. Население по переписи 2001 года составляет 293 человека. Почтовый индекс — 45320. Телефонный код — 3372. Занимает площадь 3,2 км².